# Die rätselhaften Honjin-Morde
Die rätselhaften Honjin-Morde (本陣殺人事件, Honjin satsujin jiken) ist ein 1946 von Seishi Yokomizo veröffentlichter Kriminalroman.
Der Roman behandelt ein scheinbar unmögliches Verbrechen, einen Mord in einem verschlossenen Raum sowie das Auffinden der Tatwaffe in rundum unberührtem Schnee.
Zudem spielt die japanische Kultur des ländlichen Lebens im frühen 20. Jahrhundert eine große Rolle; so ist das Motiv des Täters eine Obsession mit dem traditionellen Konzept der Reinheit. Auch das Musikinstrument Koto ist für den Fall von großer Relevanz.

## Handlung
Der Roman spielt im Winter des Jahres 1937 in einem nicht näher benannten ländlichen Dorf in der Präfektur Okayama. Ein anonymer Erzähler rekonstruiert, basierend auf Zeugenaussagen und diversen Schriftstücken, die Ereignisse rund um den sagenumwobenen Doppelmord an einem Ehepaar.
Im Zentrum der Erzählung steht die Familie Ichiyanagi, welche in der Vergangenheit durch den Besitz eines Honjins, eine Herberge für hochrangige Regierungsbeamte, zu viel Geld kam.
Der älteste Sohn der Familie, Kenzo, entscheidet sich gegen den entschiedenen Protest der traditionsbewussten Familie zu einer Heirat mit einer einfachen Grundschullehrerin. Am Morgen des Hochzeitstages wird im Dorf ein unbekannter Mann gesichtet, der im Gesicht eine auffällige Narbe und an der rechten Hand nur drei Finger hat. Dieser erkundigt sich nach dem Haus der Familie Ichiyanagi und erscheint am Abend der Hochzeit ebenfalls dort, wo er dem Bräutigam Kenzo einen Brief aushändigen lässt. Dieser zerreißt ihn jedoch wortlos.
Am frühen Morgen nach der Hochzeitsnacht werden aus dem nahegelegenen Nebenhaus der Familie, welches für das frisch verheiratete Paar bestimmt war, Schreie und anschließend die Musik eines Koto vernommen. Einige der übrigen Bewohner finden das Haus verschlossen vor, brechen die Tür auf und entdecken im Inneren die blutigen Leichen des Paares, durch zahlreiche Stiche und Schnitte getötet. Unmittelbar vor dem Haus steckt ein blutiges Katana im Schnee, dieser ist jedoch völlig unberührt. Der Täter ist nicht auffindbar.
Die Polizei findet bei ihren Ermittlungen im Inneren des Hauses eine Reihe von blutigen Fingerabdrücken, welche sich als jene des Mannes mit drei Fingern herausstellen. Dieser hatte am Morgen zuvor im Dorf nach einem Glas Wasser gefragt, von welchem aus die Abdrücke verglichen werden.
Ginzo, der Onkel der ermordeten Braut, bestellt Kosuke Kindaichi ein, einen Amateurdetektiv, in dessen Bildung Ginzo zuvor eine Menge Geld investiert hatte. Dieser nimmt sich des Falles an.
Eine Reihe von Indizien weisen auf den Mann mit drei Fingern als Mörder hin. So wird der Brief an Kenzo in Teilen ausfindig gemacht, welcher mit „Dein lebenslanger Feind“ unterzeichnet ist. Im Tagebuch des Toten findet sich zudem ein Foto des Mannes mit drei Fingern, ebenfalls mit der Bildunterschrift „Mein lebenslanger Feind“. Letztlich gibt die jüngste Tochter der Familie, Suzuko, an, den Mann mit drei Fingern am Tag nach den Morden im Garten gesehen zu haben, als sie das Grab ihrer Katze besuchen wollte.
Kosuke Kindaichi stößt im Anwesen der Familie auf eine große Sammlung von diversen Kriminalromanen, die allesamt dem jüngsten Sohn der Familie, Saburo, gehören. Die beiden unterhalten sich einige Zeit über das Konzept des Mordes in einem verschlossenen Raum.
Wenig später wird Saburo am Tatort niedergestochen aufgefunden. Trotz lebensgefährlicher Verletzungen überlebt er und gibt an, in dem Nebenhaus nach der Lösung des Falles gesucht zu haben und nachts vom Mann mit drei Fingern dort attackiert worden zu sein. Erneut ist der Täter nicht auffindbar und die Türen des Hauses sind verschlossen.
Eine Reihe von Briefen, geschrieben von Katsuko, der Braut, geben Aufschluss darüber, dass sie vor der Hochzeit bereits einen Liebhaber hatte, der aufgrund ihrer Trennung Groll gegen sie hegte. Zu aller Verwunderung handelt es sich bei diesem jedoch nicht um den Mann mit den drei Fingern.
Kindaichi findet im Grab von Suzukos geliebter Katze eine abgetrennte Hand mit drei Fingern und wenig später in einem Holzkohleofen nahe dem Anwesen die Leiche des gesuchten Mannes mit einer großen Wunde in der Brust.
Am Tatort klärt Kindaichi den Mord auf. Es handelte sich in Wahrheit um einen erweiterten Suizid des Bräutigams Kenzo. Durch Befragung und den tadellosen Zustand seines Tagebuches ist Kindaichi in der Lage, ihn als einen mit Sauberkeit besessenen Mann zu erkennen. Als dieser erfuhr, dass seine Verlobte nicht mehr jungfräulich war, er die Hochzeit jedoch nicht auflösen konnte, ohne sein Gesicht zu verlieren, entschloss er sich, sie und anschließend sich selbst zu töten und die Tat wie einen Doppelmord aussehen zu lassen. Zu diesem Zweck befestigte er das Schwert an einer Saite des Koto, welches durch den Fensterladen, einen traditionellen japanischen ranma transom mit dekorativer Lücke über der Schiebetür, hinaus führte und dort an einem Wasserrad befestigt war. Indem dieses sich drehte zog es das Schwert, mit dem Kenzo erst seiner Braut und dann sich selbst das Leben nahm, hinaus. Unter Verwendung eines Koto-Steges wurde dieses von der Saite in den Schnee geschleudert, wo die Zeugen es später fanden. Das Koto wurde von Kenzo selbst gespielt, um die Geräusche zu überdecken, die die Saite beim Berühren des Bambus im Garten erzeugte. Ursprünglich hatte Kenzo geplant, die Flucht des Täters durch das Fenster vorzutäuschen, da er jedoch vergaß, dieses zu öffnen, erschien die Tat wie ein unmögliches Verbrechen.
Ebenfalls in den Plan involviert war sein jüngerer Bruder Saburo, welcher sich als eigentlicher Drahtzieher entpuppt. Da dieser seinen Bruder bei der Vorbereitung der Tat ertappte, wurde er notgedrungen eingeweiht und entschied sich, ihm zu helfen – einerseits, um einen Teil der Lebensversicherung zu erhalten, andererseits, um den Überlegenheitsdrang seines psychopathischen Charakters zu befriedigen. Der entscheidende Mechanismus war, so Kindaichi, wahrscheinlich von dem aus der Sherlock-Holmes-Kurzgeschichte Das Rätsel der Thor-Brücke inspiriert, in welcher ein ähnliches Konzept verwendet wird, um einen Selbstmord wie einen Mord aussehen zu lassen. Saburo war es auch, der die Tagebuchseiten bearbeitete und das Führerscheinfoto des Mannes mit drei Fingern in das Tagebuch von Kenzo einklebte. Seine Verletzung war selbst zugefügt, als er seinen Mechanismus erneut demonstrieren wollte, lediglich die Tiefe des Schnittes war unbeabsichtigt.
Bei dem Mann handelte es sich um einen zufälligen Reisenden, der, wie die Obduktion ergibt, aus Anstrengung nach einer langen Wanderung nahe dem Anwesen starb. Kenzo entdeckte den Leichnam und schnitt ihm die Hand ab, sodass er bereits vor der Tat das Zimmer mit dessen Fingerabdrücken füllen konnte. Auch verkleidete er sich am Abend der Tat und überbrachte den scheinbaren Brief an sich selbst. Die Hand versteckte Saburo im Grab der toten Katze, wobei er von der schlafwandelnden Suzuko fälschlicherweise als der Gesuchte identifiziert wird.
Der Erzähler führt letztlich aus, dass Saburo als Strafe im Zweiten Chinesisch-Japanischen Krieg dienen musste, wo er im Kampf fiel. Auch die übrigen Mitglieder der Familie starben binnen kurzer Zeit, sodass mit dem Mord die Familie vollständig an Ruf und Wohlstand verlor.

## Bezüge zu anderen Werken
Der Autor stellt Bezüge zu weiteren Kriminalromanen her, insbesondere zu westlichen Werken. So wird der dargestellte Fall mit anderen verglichen, unter anderem den Werken John Dickson Carrs, und mit dem Roman Das Geheimnis des gelben Zimmers, welche ebenfalls schier unmögliche Verbrechen handeln. Die Inspiration für den Mechanismus stammt zudem aus der oben genannten Kurzgeschichte Arthur Conan Doyles. Zudem weist der Autor darauf hin, nie explizit geschrieben zu haben, es handele sich bei dem aufgefundenen Tatort um einen Doppelmord und vergleicht die Erzählstruktur mit Agatha Christies Roman Alibi.

## Auszeichnungen
Der Roman wurde 1947 mit dem Mystery Writers of Japan Award ausgezeichnet.